# Gerris pingreensis
Gerris pingreensis är en insektsart som beskrevs av Drake och Hottes 1925. Gerris pingreensis ingår i släktet Gerris och familjen skräddare. Inga underarter finns listade i Catalogue of Life.